# 馬倫戈鎮區 (伊利諾伊州)
馬倫戈鎮區（英語：Marengo Township）是位於美國伊利諾伊州麥克亨利縣的一個行政鎮區。

## 地方資料
根據2010年美國人口普查的數據，馬倫戈鎮區的面積為93.00平方千米，當中陸地面積為93.00平方千米，而水域面積為0.00平方千米。當地共有人口7339人，而人口密度為每平方千米78.91人。